# Aznar II Galíndez
Pour les articles homonymes, voir Aznar et Galindez.
Aznar II Galíndez, fils de Galindo Ier Aznárez est comte d'Aragon de 867 à 893.

## Biographie
Il épouse Onneca de Navarre, fille de García Ier de Navarre et d'Urraca.
De cette union naissent :
- Galindo II Aznárez, comte d'Aragon ;
- García Aznárez ;
- Sancha Aznárez, mariée à Muhammad al-Tawil (en), wāli (en) de Huesca.